# Oxyethira distinctella
Oxyethira distinctella – chruścik z rodziny Hydroptilidae. Larwy zasiedlają jeziora lobeliowe i o niskiej trofii. Buduja małe przenośne domki, zbudowane z przędzy, bocznie spłaszczone i kształtem zbliżone do trójkąta i trapezu.
Limnebiont występujący w jeziorach lobeliowych w strefie roślinności elodeidowej. Gatunek rzadki w Polsce, stwierdzony na północy kraju.
Imagines złowiono nad Jeziorem Łąkie (Pojezierze Pomorskie) (Czachorowski 1995c). Oxyethira distinctella jest gatunkiem o rozmieszczeniu północnym (Botosaneanu i Malicky 1978). Wydaje się, że gatunek preferuje jeziora oligodystroficzne, spotykany raczej rzadko (Lepneva 1928, Nybom 1960, Spuris 1967, Vlasova 1986, Bagge 1987a). W Niemczech spotykany w strefie limnalu (Klima et al. 1994). W jeziorach Karelii stwierdzono występowanie O. distinctella, w strefie roślinności jezior, lambinach (regionalna nazwa małych karelskich jeziorek – stawów naturalnych), strumieniach, kanałach i rzeczkach. Jako optymalne dla tego gatunku określono stanowiska przybrzeżnych roślinności rzek. Najliczniej w strefach Nuphar luteum, Nymphaea tetragona, Sparganium frisii, Potamogeton natans i P. perfoliatus (Lepneva 1928).